# Balboa (cràter marcià)
Balboa és el nom d'un cràter d'impacte al planeta Mart situat amb el sistema de coordenades planetocèntriques a -3.64 ° latitud N i 326.31 ° longitud E. L'impacte va causar un obertura de 21.95 quilòmetres de diàmetre a la superfície de la gran Valles Marineris, pertanyent al quadrangle Margaritifer Sinus (MC-19) El nom va ser aprovat l'any 1976 per la Unió Astronòmica Internacional en honor de la ciutat illenca de Balboa, a la Zona del Canal de Panamà.